# Simiutaq
Simiutaq är en ö i Grönland (Kungariket Danmark).   Den ligger i kommunen Qeqqata, i den sydvästra delen av Grönland, 220 km norr om huvudstaden Nuuk. Arean är 56 kvadratkilometer.
Terrängen på Simiutaq är kuperad. Öns högsta punkt är 779 meter över havet. Den sträcker sig 8,1 kilometer i nord-sydlig riktning, och 12,6 kilometer i öst-västlig riktning.  Trakten runt Simiutaq består i huvudsak av gräsmarker.